# Maciej Dogiel
Maciej Dominik Dogiel herbu Trąby (ur. 6 sierpnia 1715 w Gembule koło Lidy, zm. nagle 24 lutego 1760 w Warszawie) – polski ksiądz katolicki, pijar, reformator szkolnictwa, historyk prawa i wydawca. Autor pierwszego w Polsce kodeksu dyplomatycznego – Kodeks dyplomatyczny Królestwa Polskiego i Wielkiego Księstwa Litewskiego.

## Życiorys
Urodził się w roku 1715 we wsi Gembule (pow. lidzki), w drobnoszlacheckiej rodzinie. W roku 1730 ukończył szkołę w pobliskim Szczuczynie i jesienią tego roku wstąpił do zakonu pijarów w Nowodolsku (Lubieszowie). Dwa lata później (1732) otrzymał święcenia kapłańskie. Wkrótce objął posadę wychowawcy syna marszałka nadwornego litewskiego Józefa Scipio del Campo. W tym okresie przebywał w Lipsku i Paryżu, gdzie wraz ze swym podopiecznym studiował filozofię, nauki ścisłe i prawo, pracując równocześnie w tamtejszych archiwach i bibliotekach nad dyplomatariuszami i traktatami. Do Polski powrócił w roku 1736 i podjął się nauczania w szkołach pijarskich. Około roku 1747 został mianowany rektorem domu wileńskiego. Już jako rektor otworzył wileński konwent dla młodzieży szlacheckiej, a wkrótce potem założył drukarnię. Wkrótce potem zakupił pałac Scipionów i Słuszków, a także odnowił klasztor i rozpoczął budowę kościoła.

## Twórczość

### Ważniejsze dzieła
- Arcus triumphalis in ducali domus Oginscianae porta penes solemnem ingressum ad curiam Oszmianscianam illustrissimo et excellentissimo Domino D. T. Ogiński M. M. D. Lit. notario... erectus atque plausu devinctissimi Apollinis collegii Sapiehani Vilnensis S. P. elaboratus, Wilno 1740
- Dissertatio de iure regni Poloniae in Silesiam, powst. przed rokiem 1758, (Dogiel wymienia ją w przedmowie do: Codex diploamticus, t. 1, zobacz: Prace edytorskie)
- Przywitanie JW. G. Brzostowskiej, kasztelanowy połockiej w zbiorze: Zebranie rymów z różnych okoliczności pisanych mianowicie imieniem konwiktu szlacheckiego wileńskiego Ks. S. P., Wilno 1779
- Informacja względem oddawania Ichmościów Panów, młodych, zacnego urodzenia, do Collegium Nobilium Wileńskiego S. P. (brak roku wydania).

### Prace edytorskie
- Codex diplomaticus Regni Poloniae et Magni Ducatus Lithuaniae, in quo pacta, foedera, tractatus pacis, mutuae amicitiae, subsidiorum, induciarum, commerciorum, nec non conventiones, pactiones, concordata, transactiones, declarationes, statuta, ordinationes, bullae, decreta, edicta, rescripta, sententiae arbitrales, infeudationes, homagia, pacta etiam matrimonialia et dotalia, literae item reversales, concessionum, libertatis, immunitatis, donationum, erectionum, obligationum, venditionum, emptionum, permutationum, cessionum, protestationum, aliaque omnis generis publico nomine actorum et gestorum monumenta nunc primum ex archivis publicis eruta ac in lucem protracta exhibentur, t. 1, Wilno 1758; t. 4, wyd. J. K. Wykowski i M. Tukałła, Wilno 1764; t. 5, Wilno 1759; t. 2-3 znajdowały się w bibliotece Rumiancewa; t. 2 (skopiowany z oryginału Dogiela około roku 1820, rewindykowany z Rosji) znajdował się w Bibliotece Narodowej; fragmenty z cz. 1, t. 2 ogł. Dzieje Dobroczynności Krajowej i Zagranicznej 1826 I 170, 222, 309, 407; II 105, 165.
- Limites Regni Poloniae et Magni Ducatus Lithuaniae ex originalibus et exemplis authenticis descripti et in lucem editi[1], Wilno 1758.

### Listy
- Do Radziwiłłów kilka listów, rękopisy znajdowały się w Archiwum Głównym Akt Dawnych (Archiwum Ordynacji Nieświeskiej)
- Korespondencja z J. A. Załuskim z lat: 1754, 1759; rękopisy: Biblioteka Narodowa, sygn. 3254, 3259.